# Hristovți, Veliko Tărnovo
Hristovți (în bulgară Христовци) este un sat în comuna Elena, regiunea Veliko Tărnovo,  Bulgaria. 

## Demografie
Componența etnică a satului Hristovți
     Bulgari (66,66%)
     Nicio identificare (33,33%)
     Altele (0%)
La recensământul din 2011, populația satului Hristovți era de 6 locuitori. Din punct de vedere etnic, majoritatea locuitorilor (66,66%) erau bulgari. Pentru 33,33% din locuitori nu este cunoscută apartenența etnică.